# Jock Stirrup

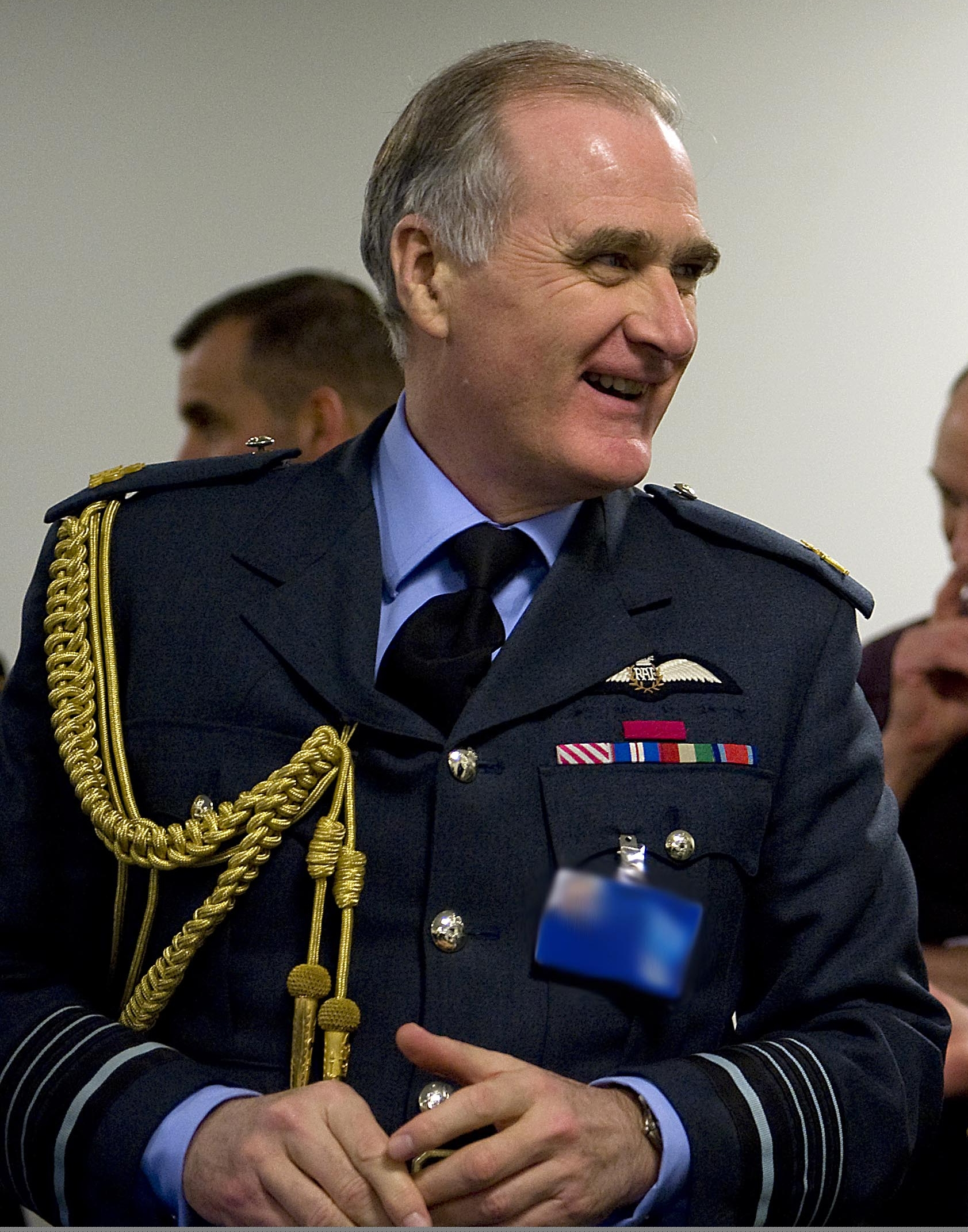
Jock Stirrup bei einem Treffen des Regional Command South in Istanbul, 4. Februar 2010.

Graham Eric „Jock“ Stirrup, Baron Stirrup KG, GCB, AFC, ADC (* 4. Dezember 1949) ist ein Offizier der Royal Air Force, ehemaliger Leiter des britischen Verteidigungsstabs und parteiunabhängiges Mitglied des House of Lords.

## Leben und Karriere
Jock Stirrup wurde 1949 als einziger Sohn seiner Eltern William Hamilton Stirrup und Jaqueline Brenda Stirrup (geb. Coulson) geboren. Er besuchte die Merchant Taylors’ School in Northwood in Hertfordshire. Nach seinem Abschluss trat er in die Royal Air Force (RAF) ein und besuchte das RAF College Cranwell in Lincolnshire, wo er am 31. Juli 1970 sein Offizierspatent erhielt. Ein Jahr später, am 31. Juli 1971 wurde er – rückwirkend zum 31. Januar – zum Navigator ernannt, ein weiteres Jahr später, am 31. Juli 1973 schließlich zum Leutnant. Von 1973 bis 1975 stand Stirrup in den Diensten der Omanischen Luftwaffe und war aktiv an der Niederschlagung des Dhofar-Aufstandes beteiligt. Er flog eine BAC Strikemaster und sammelte dort erste militärische Erfahrungen mit der Aufstandsbekämpfung. Nach seiner Rückkehr nach Großbritannien im Jahr 1975 wurde er der 41. Squadron der RAF zugeteilt und flog dort eine SEPECAT Jaguar. In der Folgezeit diente er im Rahmen eines Austauschprogramms in den USA und flog dort den taktischen Allwetter-Aufklärer F-4 Phantom II.
Am 1. Januar 1980 wurde er zum Staffelführer befördert. Ab März 1983 diente er als Flugleiter in der 226. Operational Conversion Unit auf der RAF Basis in Lossiemouth und bildete junge Piloten an der SEPECAT Jaguar aus. Am 7. März 1983 erlitt er bei einem Trainingsflug durch Vogelschlag einen schweren Unfall. Eine der Antriebsmaschinen fing dabei Feuer und die Sicht durch die Pilotenkanzel war stark eingeschränkt. Obwohl ein Ausstieg per Schleudersitz in dieser Situation gerechtfertigt gewesen wäre, verzichtete Stirrup darauf, da er nicht sicher war, ob sein Flugschüler auf dem vorderen Sitz bei Bewusstsein war. Er schaffte es, die Maschine sicher auf der RAF Basis Leuchars zu landen. Für diese Handlung erhielt er später das Air Force Cross.
Stirrup wurde am 1. Juli 1984 zum Gruppenführer befördert. 1985 wurde er zum kommandierenden Offizier der im deutschen Laarbruch stationierten 2. Squadron der RAF ernannt. 1987 stieg er zum Stabsoffizier des Chief of Air Staff auf. Am 1. Januar 1990 folgte seine Ernennung zum Geschwaderführer. Stirrup diente bis 1992 als Leiter des RAF Stützpunkts in Marham. Während dieser Zeit wurde die in Marham stationierte Einheit in den Persischen Golf verlegt und nahm am Zweiten Golfkrieg teil. 1993 besuchte Stirrup das Royal College of Defence Studies. Am 1. Januar 1994 wurde er zum Air Commodore befördert und noch im gleichen Jahr zum Director of Air Force Plans and Programmes. Im April 1997 wurde er zum Air Officer Commanding der 1. Gruppe der RAF ernannt und wenig später am 1. Juli 1997 zum Air Vice-Marshal befördert. Im August 1998 folgte seine Ernennung zum Vize-Chef des Luftwaffenstabes (Assistant Chief of the Air Staff). Am 6. November 2000 wurde er zum Air Marshal befördert und zugleich Deputy Commander-in-Chief der RAF Strike Command. Durch diese Ernennung wurde er zugleich zum Kommandeur des Combined Air Operations Centre 9 der NATO und Direktor der European Air Group.
Von September 2001 bis Januar 2002 kommandierte Stirrup das britische Kontingent in der Operation Veritas (britische Operationen gegen die Taliban im Krieg in Afghanistan). In dieser Rolle leitete er den britischen Beitrag zur Operation Enduring Freedom der Vereinigten Staaten und war zugleich der erste Berater für US-General Tommy R. Franks, dem Oberkommandierenden des United States Central Command.
Im April 2002 wurde Stirrup zum Deputy Chief of the Defence Staff ernannt, der er bis Mai 2003 blieb. Seine Hauptaufgabe bestand darin, die für die bevorstehende Invasion des Irak notwendige Ausrüstung zu besorgen und zwar zu einem Zeitpunkt, zu dem die Regierung die Öffentlichkeit noch nicht hinreichend informiert hatte. Obwohl er diverse Minister immer wieder auf Notwendigkeit der frühzeitig Bestellung der benötigten Ausrüstung hinwies, wurde diese verzögert, so dass bei Beginn der Operation nicht alle Soldaten entsprechend ausgerüstet waren, zum Beispiel fehlten Stiefel und Körperpanzerungen.

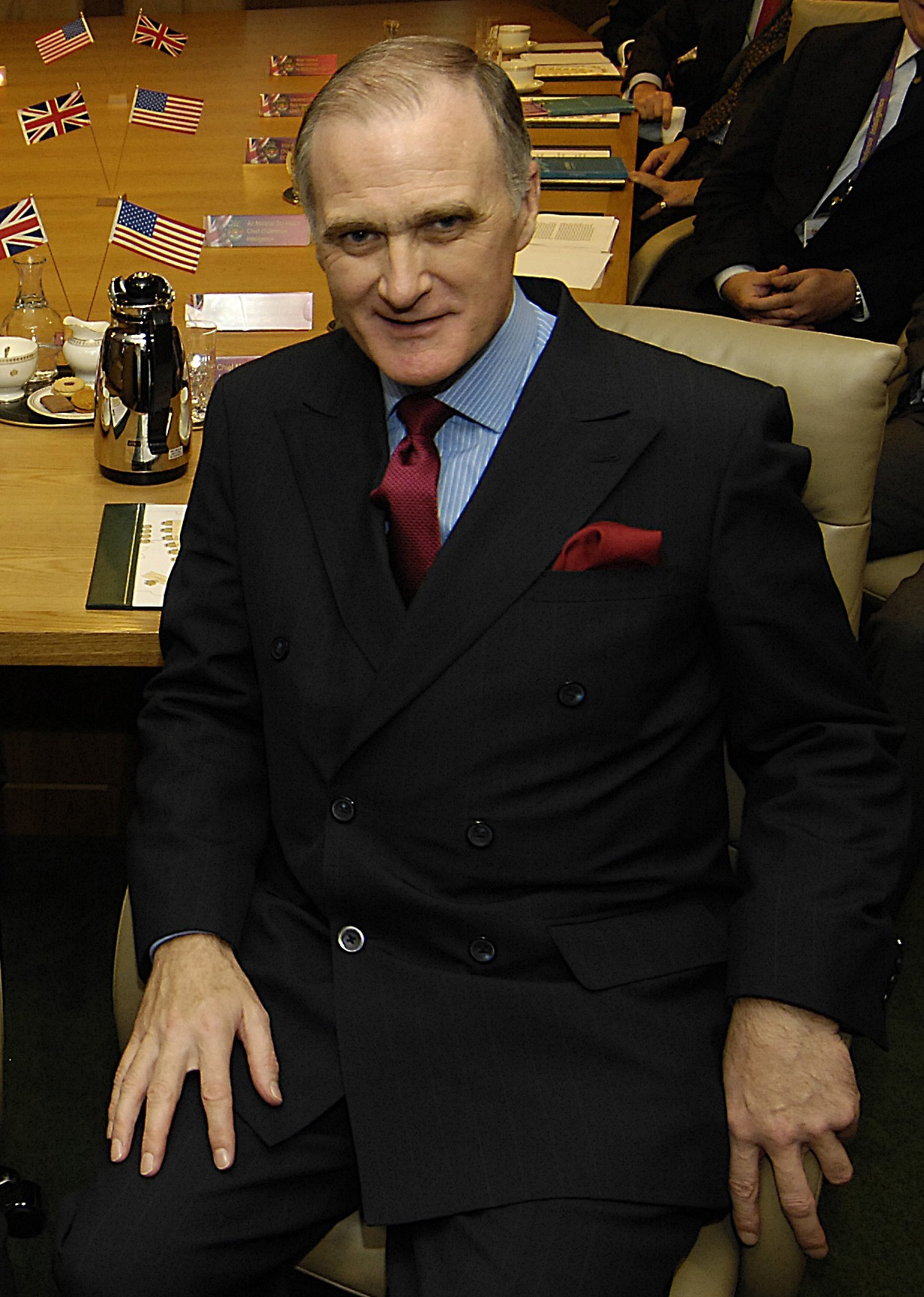
Jock Stirrup bei einem Treffen im britischen Verteidigungsministerium, 26. Oktober 2006.

Stirrup wurde zum Air Chief Marshal befördert und am 1. August 2003 zum Chief of the Air Staff ernannt. Im Juli 2004 gestaltete Stirrup die RAF um, indem viele kleinere Basen zugunsten einiger großer, aber dafür gut ausgestatteter Basen geschlossen wurden. Am 28. April 2006, während die RAF in vielfältige Operationen im Irak (Operation Telic) und in Afghanistan (Operation Herrick) verwickelt war, wurde er zum Chief of the Defence Staff ernannt. In dieser Rolle begleitete er die Operationen der britischen Armee im Irak und in Afghanistan. Von 2006 bis zum Rückzug der britischen Truppen im Jahre 2009 setzte sich Stirrup im Irak dafür ein, dass die in Basra stationierte britische Armee stärker gegen die Milizen vorgehen sollte, was ihm aber nur teilweise gelang. Unter seiner Führung begleiteten die britischen Truppen schließlich die vom irakischen Ministerpräsidenten Nuri al-Maliki maßgeblich vorangetriebene Operation Charge of the Knights, bei der es in Basra zwischen dem 25. und 31. März zu heftigen Gefechten zwischen den Regierungs- und Koalitionstruppen auf der einen Seite und den Milizen von Muqtada as-Sadr auf der anderen Seite kam.
In Afghanistan bildete die Bekämpfung der Aufständischen in der Provinz Helmand die Hauptaufgabe der britischen Armee. Stirrup äußerte bereits 2007 erstmals öffentlich die Ansicht, dass der Konflikt in Afghanistan mit militärischen Mitteln allein nicht zu gewinnen sei und man in pragmatische Verhandlungen mit den verschiedenen aufständischen Gruppen treten müsse. Zugleich bemühte er sich um eine kontinuierliche Stärkung und den Ausbau der britischen Truppen in Afghanistan und ließ die Operationen gegen die Aufständischen verstärken. 2009 äußerte er in einem Interview die Sorge darüber, dass die steigende Unzufriedenheit im Vereinigten Königreich mit dem Krieg die militärischen Erfolge unterminieren könnten. Im Jahre 2008 wurde er im Amt des Chief of Defence Staff bestätigt und seine Berufung zunächst bis 2011 verlängert. Im Oktober 2010 schließlich erfolgte seine Abberufung, sein Nachfolger wurde der vormalige Chief of the General Staff General David J. Richards.
Am 29. Oktober 2010 wurde Stirrup mit dem Titel Baron Stirrup, of Marylebone in the City of Westminster, zum Life Peer ernannt. Er nahm zum 1. Februar 2011 seinen Sitz im House of Lords als Crossbencher ein.
2014 wurde er zum Marshal of the Royal Air Force befördert.

## Familie
Jock Stirrup heiratete 1976 Mary Alexandra Elliott, mit der er einen Sohn hat.

## Auszeichnungen
|                                              | Knight Companion des Hosenbandordens (KG)           | 2013 |
|                                              | Knight Grand Cross des Order of the Bath (GCB)      | 2005 |
| Knight Commander des Order of the Bath (KCB) | 2002                                                |      |
| Companion des Order of the Bath (CB)         | 2000                                                |      |
|                                              | Air Force Cross (AFC)                               | 1983 |
|                                              | Queen Elizabeth II Golden Jubilee Medal             | 2002 |
|                                              | Queen Elizabeth II Diamond Jubilee Medal            | 2012 |
|                                              | Royal Air Force Long Service and Good Conduct Medal | 2017 |
|                                              | Oman General Service Medal (Sultan Qaboos)          |      |
|                                              | Oman As Samood Medal (Endurance Medal)              |      |
|                                              | US Commander der Legion of Merit                    |      |

Stirrup erhielt im Laufe seiner militärischen Karriere weiterhin folgende Auszeichnungen:
- Air Aide-de-Camp to Her Majesty The Queen
- Honorary Colonel 73 Engineer Regiment (Volunteers) (1. April 2002 – 1. Juni 2008)[6]
- Doctor of Science der Cranfield University

Er ist weiterhin Fellow der Royal Aeronautical Society und des Chartered Management Institute sowie Mitglied der Society of Knights of the Round Table.